# حامد آيت بيغراد
حامد آيت بيغراد (مواليد 13 مايو 1976) هو ملاكم مغربي، مثّل بلاده في الألعاب الأولمبية الصيفية 2004.

## روابط خارجية
حامد آيت بيغراد على موقع اللجنة الأولمبية الدولية (الإنجليزية)
- حامد آيت بيغراد على موقع أوليمبيديا (الإنجليزية)